# Хиднајт (Северна Каролина)
Хиднајт (енгл. Hiddenite) насељено је место без административног статуса у америчкој савезној држави Северна Каролина.

## Демографија
По попису из 2010. године број становника је 536.
| Група             | 2000.    | 2010.       |
| Белци             | 0 (0,0%) | 493 (92,0%) |
| Афроамериканци    | 0 (0,0%) | 2 (0,4%)    |
| Азијати           | 0 (0,0%) | 0 (0,0%)    |
| Хиспаноамериканци | 0 (0,0%) | 37 (6,9%)   |
| Укупно            | 0        | 536         |